# Adriana Brodsky
Adriana Mónica Brodsky, també coneguda com La Bebota (Buenos Aires, 22 de desembre de 1955) és una actriu i vedette argentina. Ha treballat amb Jorge Porcel i sobretot amb Alberto Olmedo, per això és coneguda com una de les "Chicas de Olmedo".

## Actuacions
Cinema
- Se acabó el curro (1983)
- Los matamonstruos en la mansión del terror (1987)
- El manosanta está cargado (1987)

Televisió
- "Operación Ja-Já" (1981 - 1982)
- "No toca botón" (1986 - 1987)
- "Las gatitas y ratones de Porcel" (1988)
- "Palermo Hollywood Hotel" (2006)
- "Mitos, crónicas del amor descartable" (2009)
- "El parador" (2008 - 2010)

Teatre
- "La noche está que arde" (1987 i 1989)
- "¿Será virgen mi marido?" (2000)
- "Reid mortales... el humor es sagrado" (2001)
- "¿Será virgen mi marido?" (2008)
- "Ariel y los hechiceros del caribe" (2009)
- "El glamour de San Luis" (2009)
- "Feliz caño nuevo" (2010)
- "Hechiceros del caribe" (2010)
- "Hasta las lolas" (2010)
- "La revista de San Luis" (2011)